# Pablo Grasso
Pablo Grasso (Río Gallegos, 1 de abril de 1976) es un político argentino, actualmente intendente de Río Gallegos, capital de la provincia de Santa Cruz.

## Biografía

### Primeros pasos
Pablo Miguel Ángel Grasso nació el 1º de abril de 1976, hijo de docentes Miguel Ángel Grasso y Norma Antúnez. Inicia su militancia social desde los centros de estudiantes y rápidamente identificándose con los principios y la doctrina del Movimiento Nacional Justicialista llega a presidir la Juventud Peronista, conformándola dentro de todo el territorio provincial, y el Congreso Provincial de Juventudes.

### Comienzos de su gestión política
En el año 1999 ocupa el área de comisiones en el Honorable Concejo Deliberante de Río Gallegos, para luego tomar la responsabilidad de conducir los destinos de la Casa de la Juventud de la ciudad capital, iniciando un camino de construcción y de trabajo territorial que lo llevaría a crear dentro del Frente Para la Victoria el espacio político “Construyamos Juntos” que en el año 2007 lo lleva a ocupar durante dos periodos consecutivos una banca dentro del Honorable Concejo Deliberante con una importante labor legislativa y un significativo protagonismo que lo lleva a presidirlo.
En el 2015 asume como presidente en el Instituto de Desarrollo Urbano y Vivienda de la provincia de Santa Cruz, liderando una gestión de características federales con una marcada presencia territorial en todo el distrito.
Asume ese año interinamente la intendencia de Río Gallegos durante los últimos meses de gestión, luego de la renuncia del intendente Raúl Cantín trás una fuerte crisis institucional y financiera en la provincia de Santa Cruz, asumiendo la responsabilidad de conducir los destinos de la ciudad, logrando establecer el consenso interno y el equilibrio institucional.

## Intendencia de Río Gallegos (desde 2019)
En el año 2019 gana las elecciones municipales y es elegido intendente municipal de la ciudad de Río Gallegos donde inicia un camino hacia una reconstrucción histórica, luego de años de desidia y abandono, poniéndolo en un lugar de importancia, reconocimiento y expectativa política que revive la posibilidad y el sueño de muchos militantes y simpatizantes del legendario Frente Para la Victoria Santacruceña, con la mágica idea “Volver a Empezar”.